# Śriranga III
Śriranga III (ur. ?, zm. 1679?) – ostatni król Widżajanagaru z dynastii Arawidów.
Panował od 1642 r. Obalony i wygnany na skutek wspólnej akcji sułtanów muzułmańskich.

## Literatura
- Śriranga III, [w:] M. Hertmanowicz-Brzoza, K. Stepan, Słownik władców świata, Kraków 2005, s. 791.